# Skifferkronad myrpitta
Skifferkronad myrpitta (Grallaricula nana) är en fågel i familjen myrpittor inom ordningen tättingar.

## Utbredning och systematik
Skifferkronad myrpitta delas in i tre underarter med följande utbredning:
- nana-gruppen
  - Grallaricula nana olivascens – kustberg i norra Venezuela (Aragua och Caracas (Distrito Federal))
  - Grallaricula nana nanitaea – Anderna i Venezuela och närliggande Colombia (Norte de Santander, Santander)
  - Grallaricula nana hallsi – Anderna i norra Colombia (Serranía de los Yariguíes, Santander)
  - Grallaricula nana nana – östra Anderna i Colombia
  - Grallaricula nana occidentalis – västra och centrala Anderna i Colombia söderut till norra Peru
- Grallaricula nana kukenamensis – förekommer i tepuis i sydöstra Venezuela (östra Bolívar) och möjligen intilliggande Guyana

## Status
Arten har ett stort utbredningsområde och beståndet anses vara stabilt. Internationella naturvårdsunionen IUCN listar den därför som livskraftig (LC).